# Спілімберго
Спілімберго, Спілімберґо (італ. Spilimbergo) — муніципалітет в Італії, у регіоні Фріулі-Венеція-Джулія,  провінція Порденоне.
Спілімберго розташоване на відстані близько 470 км на північ від Рима, 90 км на північний захід від Трієста, 25 км на північний схід від Порденоне.
Населення — 12 045 осіб (2014).
Щорічний фестиваль відбувається 16 серпня. Покровитель — святий Рох.

## Демографія
Населення за роками:

Станом на 1 січня 2023 року в муніципалітеті офіційно проживало 1505 іноземців з 57 країн, серед них 456 громадян країн Євросоюзу та 61 громадянин України.

## Сусідні муніципалітети
- Арба
- Діньяно
- Флаїбано
- Пінцано-аль-Тальяменто
- Сан-Данієле-дель-Фрьюлі
- Сан-Джорджо-делла-Рикінвельда
- Секуальс
- Віваро